# Modern rock
Modern rock is een Engelstalige benaming van bepaalde radioformats op Amerikaanse en Canadese commerciële radiostations. Modern rock is de tegenhanger van de classic rock, dat rockmuziek uit vooral de jaren '60, '70 en '80 omvat. Specifieker gezegd, bevat modern rock commerciële radiostations die alternatieve rock draaien en wordt hierom ook alternatieve radio genoemd.
Bij de oorsprong, begin jaren 80, bestonden er weinig modern rock-stations, waaronder WLIR-FM uit New York en WFNX uit Boston. Modern rock werd verstevigd als radioformat nadat tijdschrift Billboard de Modern Rock Tracks startte.
In de documentaire I Love the '80s van VH1 werden bands als INXS, The Cure, Morrissey, Depeche Mode en Erasure genoemd als de modern rock-artiesten uit dat jaar. De echte doorbraak van dit format kwam echter door de grungegroep Nirvana, waardoor meer Amerikaanse radiostations de stap naar de modern rock maakte. De modern rock wordt door sommigen als een specifiek genre beschouwd.